# Фторид лития
Фтори́д ли́тия, фто́ристый ли́тий — бинарное химическое соединение лития и фтора с формулой LiF, литиевая соль плавиковой кислоты. При нормальных условиях — белый порошок или прозрачный бесцветный кристалл, негигроскопичный, почти не растворим в воде. Растворяется в азотной и плавиковой кислотах.

## Нахождение в природе и синтез
- Используя плохую растворимость фторида лития, его легко получить обменными реакциями:

{\displaystyle {\mathsf {LiCl+NH_{4}F\ {\xrightarrow {\ }}\ LiF\downarrow +NH_{4}Cl}}}
- Его также можно получить взаимодействием гидроксида лития и плавиковой кислоты:

{\displaystyle {\mathsf {LiOH+HF\ {\xrightarrow {\ }}\ LiF\downarrow +H_{2}O}}}
Фторид лития встречается в природе в виде крайне редкого минерала грайсита.

## Физические свойства
Фторид лития при нормальных условиях представляет собой белый порошок или прозрачные бесцветные кристаллы кубической сингонии, пространственная группа F m3m, параметры ячейки a = 0,40279 нм, Z = 4.
Плохо растворяется в воде (0,120 г/100 мл при 0 °C), при повышении температуры растворимость несколько повышается (0,134 г/100 мл при 25 °C; 0,1357 г/100 мл при 35 °C). Произведение растворимости Ksp = 1,84⋅10−3 (при 25 °С).
Плавится при 848,2 °C; плотность расплава 1,81 г/см3, коэффициент объёмного расширения жидкого LiF составляет 4,90⋅10−4 К−1·г/см3.
Теплопроводность при стандартных условиях 4,01 Вт/(м·K), при гелиевой температуре (4,2 К) 620 Вт/(м·K), при 20 К 1800 Вт/(м·K), при повышении температуры до азотной (77 К) теплопроводность снижается до 150 Вт/(м·K).
Фторид лития диамагнитен, его молярная магнитная восприимчивость равна −10,1⋅10−6 см3/моль. Относительная диэлектрическая проницаемость составляет 9,00 (при комнатной температуре, в диапазоне 102—107 Гц).
Межъядерное расстояние в молекуле LiF составляет 1,5639 нм (в газовой фазе), коэффициент упругости связи 2,50 Н/см. Электрическая поляризуемость молекулы равна 10,8⋅10−24 см3.

## Химические свойства
- Растворяется в концентрированных растворах фтористоводородной кислоты:

{\displaystyle {\mathsf {LiF+HF\ {\xrightarrow {\ }}\ LiHF_{2}}}}
- Растворяется в концентрированных сильных кислотах:

{\displaystyle {\mathsf {LiF+H_{2}SO_{4}\ {\xrightarrow {\ }}\ LiHSO_{4}+HF\uparrow }}}
{\displaystyle {\mathsf {LiF+HNO_{3}\ {\xrightarrow {\ }}\ LiNO_{3}+HF\uparrow }}}
- Реагирует с оксидами и гидроксидами щелочноземельных металлов:

{\displaystyle {\mathsf {2\ LiF+CaO\ {\xrightarrow {600^{o}C}}\ Li_{2}O+CaF_{2}}}}
{\displaystyle {\mathsf {2\ LiF+Ca(OH)_{2}\ {\xrightarrow {\ }}\ 2\ LiOH+CaF_{2}\downarrow }}}

## Применение
Фторид лития обладает очень высокой прозрачностью от ультрафиолетовой до инфракрасной области спектра (0,12…6 мкм), поэтому он используется в ультрафиолетовой (в том числе в области вакуумного ультрафиолета, где его прозрачность превосходит все прочие оптические материалы) и инфракрасной оптике. Кроме того, он используется для измерения доз облучения методом термолюминесцентной дозиметрии. Монокристаллы фторида лития используются для рентгеновских монохроматоров и для изготовления высокоэффективных (КПД 80 %) лазеров на центрах свободной окраски. Лазер F−
2:LiF даёт инфракрасное излучение с длиной волны 1120 нм.
Проявляет слабые сцинтилляционные свойства. Диэлектрик; характеризуется высоким удельным электрическим сопротивлением вследствие большой ширины запрещённой зоны.

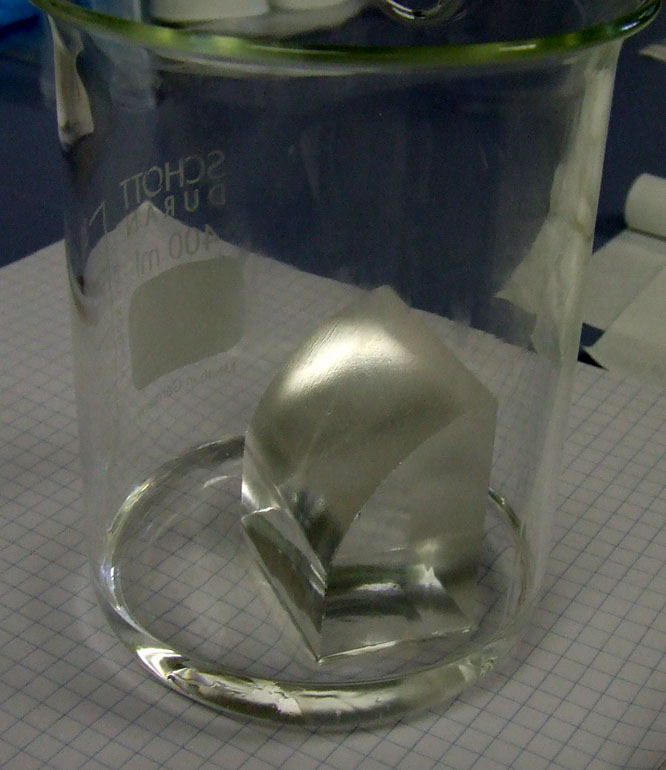
Монокристалл фторида лития в стакане с водой

Высокая теплота плавления (1044 кДж/кг) позволяет использовать фторид лития как материал для хранения тепловой энергии. При плавлении увеличивает свой объём на 22 %. Жидкий фторид лития вызывает быструю коррозию металлов.
Фторид лития-7 применяют для растворения соединений урана и тория в ядерных жидкосолевых реакторах.

## Биологическая роль
- Фторид лития токсичен. Среднесуточная ПДК в воздухе 1 мг/м³. Пероральная летальная доза для морских свинок 200 мг/кг, для крыс 143 мг/кг[5].